# Anogramma
Genre
Anogramma est un genre de fougères de la famille des Pteridaceae.

## Liste des espèces
Six espèces sont reconnues à ce jour :
- Anogramma chaerophylla (Desv.) Link
- Anogramma leptophylla (L.) Link
- Anogramma lorentzii (Hieron.) Diels
- Anogramma makinoi (Maxim.) H. Christ
- Anogramma novogaliciana Mickel
- Anogramma osteniana Dutra[2]

Également :
- Anogramma ascensionis Hook. Diels